# Ambrosius Ragvaldi Rozinius
Ambrosius Ragvaldi Rozinius, död 1694 i Kimstads församling, Östergötlands län, var en svensk präst.

## Biografi
Rozinius studerade vid gymnasiet och prästvigdes 26 september 1658 till huspredikant på Runstorp. Han blev 1659 komminister i Östra Stenby församling och skrevs in vid Lunds universitet 1668. Rozinius blev 1676 kyrkoherde i Kimstads församling. Han avled 1694 och begravdes 18 januari samma år.

### Familj
Rozinius gifte sig första gången med Maria Hermansdotter Dusaeus (död 1686). Hon var dotter till domprosten Herman Dusaeus i Växjö stadsförsamling. De fick tillsammans barnen Elisabeth Rozinius, Maria Catharina Rozinius (född 1675) och Christina Rozinius (1678–1756) som var gift med kamreren Anders Nordenflycht.
Rozinius gifte sig andra gången 1687 med Christina Lünow (1659–1719). Hon var dotter till majoren Eric Lünow och Anna Bock. De fick tillsammans barnen Johannes Ludovicus Rozinius (1688–1688), Axel Gustaf Rozinius (1689–1690) och volontären Ambrosius Rozinius (1691–1743) vid Östgöta kavalleriregemente.